# Sainte-Sévère-sur-Indre
Sainte-Sévère-sur-Indre är en kommun i departementet Indre i regionen Centre-Val de Loire i de centrala delarna av Frankrike. Kommunen ligger i kantonen Sainte-Sévère-sur-Indre som tillhör arrondissementet La Châtre. År 2022 hade Sainte-Sévère-sur-Indre 775 invånare.
Jacques Tatis långfilmsdebut Fest i byn spelades till stor del in i och kring Sainte-Sévère-sur-Indre.

## Befolkningsutveckling
Antalet invånare i kommunen Sainte-Sévère-sur-Indre
Referens:INSEE